# Intelligent design

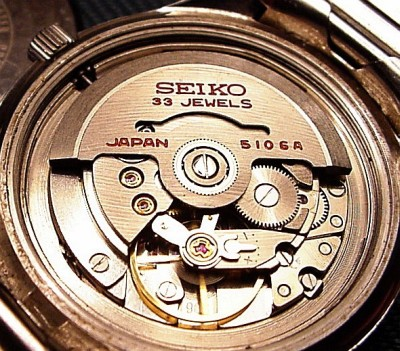
Inom intelligent design används ett urverk ibland som liknelse för hur en komplex struktur förutsätter en intelligent skapare.

Intelligent design (ibland förkortat ID) är ett  pseudovetenskapligt argument för existensen av Gud

, som presenteras av dess förespråkare som "en bevisbaserad vetenskaplig teori om livets ursprung"
. 
Förespråkare hävdar att "vissa egenskaper i universum och levande saker förklaras bäst av ett intelligent ursprung, inte en icke-riktad process som naturligt urval." ID är en form av kreationism som saknar empiriskt stöd och ger inga testbara eller hållbara hypoteser, och är därför inte vetenskap. De ledande förespråkarna för ID är associerade med Discovery Institute, en kristen, politiskt konservativ tankesmedja baserad i USA.

## Bakgrund
Intelligent design är uppfattningen att livet på jorden är alltför komplext för att ha kunnat uppstå och utvecklas uteslutande genom slumpmässiga variationer och naturligt urval som biologins evolutionsteori och olika hypoteser om livets uppkomst menar. I sig förutsätter inte detta en viss religiös åskådning, men i snäv mening är begreppet namn på en rörelse som enligt utomstående bedömare använder ID som täckmantel för kreationism. Inom denna verkar man bland annat för att ID ska få utrymme i skolornas biologiundervisning och där presenteras som ett möjligt alternativ eller komplement till evolutionsteorin.
ID:s företrädare ger exempel på vissa biologiska organ som man menar är irreducibelt komplexa, dvs att det är orimligt osannolikt att de plötsligt ska kunna ha uppstått, och att mellanformer inte skulle ha varit gynnsamma, utan skulle ha missgynnats av evolutionen. Detta skulle indikera inslag av avsiktlig, intelligent, design vid olika tillfällen under livets utveckling. Man tar inte avstånd från evolutionsteorin i sin helhet men framför tesen att "det finns vissa fenomen inom universum och bland levande ting som bäst kan förklaras med hänvisning till en intelligent orsak, inte med hänvisning till oriktade naturliga processer som till exempel naturligt urval.".
Det vetenskapliga samfundet avfärdar denna form av intelligent design som pseudovetenskap med religiös grund, och menar att det är en ny variant av kreationism (det vill säga grundat på en tro på en skapelseberättelse) – vissa använder termen "intelligent design-kreationism". I synnerhet vänder man sig emot försök att ge intelligent design utrymme i skolornas naturorienterande ämnen, som om det vore en fullvärdig vetenskaplig teori.
Förespråkarna avvisar att ID är kreationism och menar istället att det är en vetenskaplig teori, medan man erkänner att kreationism är en religiöst grundad övertygelse om att ett antal icke-besläktade livsformer eller artgrupper skulle ha skapats bokstavligt så som beskrivs i Första Mosebok. I sina publikationer försöker ID-förespråkarna frikoppla sig från kreationism och undviker därför religiösa argument, samt eftersträvar att enbart använda vetenskapliga metoder. För att arbeta förutsättningslöst kallar man inte den "intelligenta konstruktören" för Gud, utan det är en ospecificerad person. Man spekulerar i möjligheten att en intelligent livsform från en annan planet kan ha manipulerat livets utveckling på jorden vid vissa tillfällen under historien. Vissa av ID:s ursprungsmän och företrädare accepterar tanken på makroevolution och gemensamt ursprung, medan kreationister enbart accepterar mikroevolution. Privat är emellertid merparten av ID-förespråkarna kreationister, en lärobok om Intelligent design är en omredigerad kreationistisk lärobok och förespråkarna undviker inte alltid att använda religiösa och kreationistiska argument.
Trots omfattande privat finansiering har endast en av ID-förespråkarnas artiklar publicerats i etablerade forskningspublikationer, och dess förläggare har kritiserats starkt. ID-förespråkarna ser detta som bevis på en konspiration, och på att den etablerade forskningen inte objektivt söker sanningen, medan ID-motståndarna ser det som bevis för att ID inte kan ge något konstruktivt bidrag till forskningen.
Bland motståndarna till intelligent design (och i ännu högre grad kreationism) finns även människor med en religiös tro. Inom katolska och lutherska kyrkor såväl som judendom är teistisk evolution idag en förekommande uppfattning, som innebär att man anser att evolutionsteorin är fullt förenlig med tron på en gudomlig skapelse.
ID uttalar sig inte om alla arter härstammar från en gemensam urorganism eller ej. Michael Behe accepterar att arterna har ett gemensamt ursprung (common descent)  medan William Dembski och Wells inte gör det. 
Slutsatsen ID-förespråkarna drar är att det måste finnas en eller flera intelligenta konstruktörer som designat vissa egenskaper bland levande varelser. ID undviker oftast att tala om konstruktörens (eller konstruktörernas) identitet utfrån någon religion, men för de flesta ID-anhängare är det den judisk-kristna guden som avses.

## Koncept
Förespråkarna menar att ID uppfyller kriterierna för att kallas en vetenskaplig teori inom biologin och har samma status som evolutionsteorin. De menar också att evolutionsteorin bygger på en naturalistisk eller positivistisk världsbild, som inte är neutral utan innehåller metafysiska antaganden.
De två viktigaste koncepten inom ID är Michael Behes irreducibel komplexitet och William Dembskis specificerad komplexitet.

### Irreducibel komplexitet

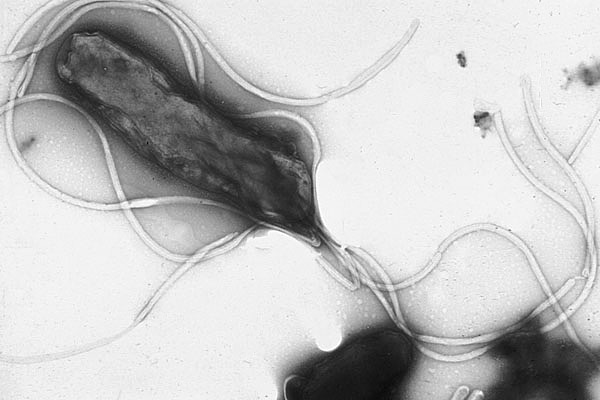
Helicobacter pylori med flageller. Michael Behe hävdar att flageller är irreducibelt komplexa och därför måste vara designade. Evolutionsbiologer har dock presenterat principer för hur flageller kan uppstå genom evolution.

Irreducibel komplexitet infördes av Michael Behe i boken Darwin's Black Box från 1996. Ett irreducibelt komplext system definieras som ett system som består av flera växelverkande delar som alla bidrar till den grundläggande funktionen, och där systemet slutar fungera om någon av delarna försvinner. ID-anhängare menar dels att många biologiska system är irreducibelt komplexa, och dels att sådana system inte kan uppkomma genom evolutionära mekanismer. Ett exempel på ett sådant system är bakteriers flageller, vilket evolutionsbiologer dock senare visat hur det kan uppstå genom evolutionära principer.

### Specificerad komplexitet
Begreppet specificerad komplexitet infördes av teologen och matematikern William Dembski i hans bok The Design Inference (1998) och utvecklades i boken No Free Lunch (2002). Dembski hävdar att specificerad komplexitet hos ett system, det vill säga när systemet är både specificerat och komplext, är ett bevis för att systemet är designat av en intelligent konstruktör. Dembski definierar ett specificerat mönster som något som tillåter en kort beskrivning, och ett komplext mönster som något som med liten sannolikhet skulle uppkomma slumpmässigt. Han menar vidare att det är omöjligt för specificerad komplexitet att uppstå i system som uppkommit genom oguidade processer. Dembski ger följande exempel för att förklara begreppen: "En enda bokstav från alfabetet är specificerad utan att vara komplex. En lång mening med slumpmässiga bokstäver är komplex utan att vara specificerad. En av Shakespeares sonetter är både komplex och specificerad."

### Skillnad mot övrig kreationism
Till skillnad från kreationism åberopar Intelligent design inte "uppenbarad kunskap" (till exempel att någon fått kunskap från änglar eller gud/gudar). Förespråkarna hävdar att det finns avsevärda skillnader mellan Intelligent design och Young/Old Earth Creationism i synen på kunskap. Intelligent design-rörelsen har dock sina historiska rötter i kreationismen.

## Rörelsen och debatten

### Ursprung

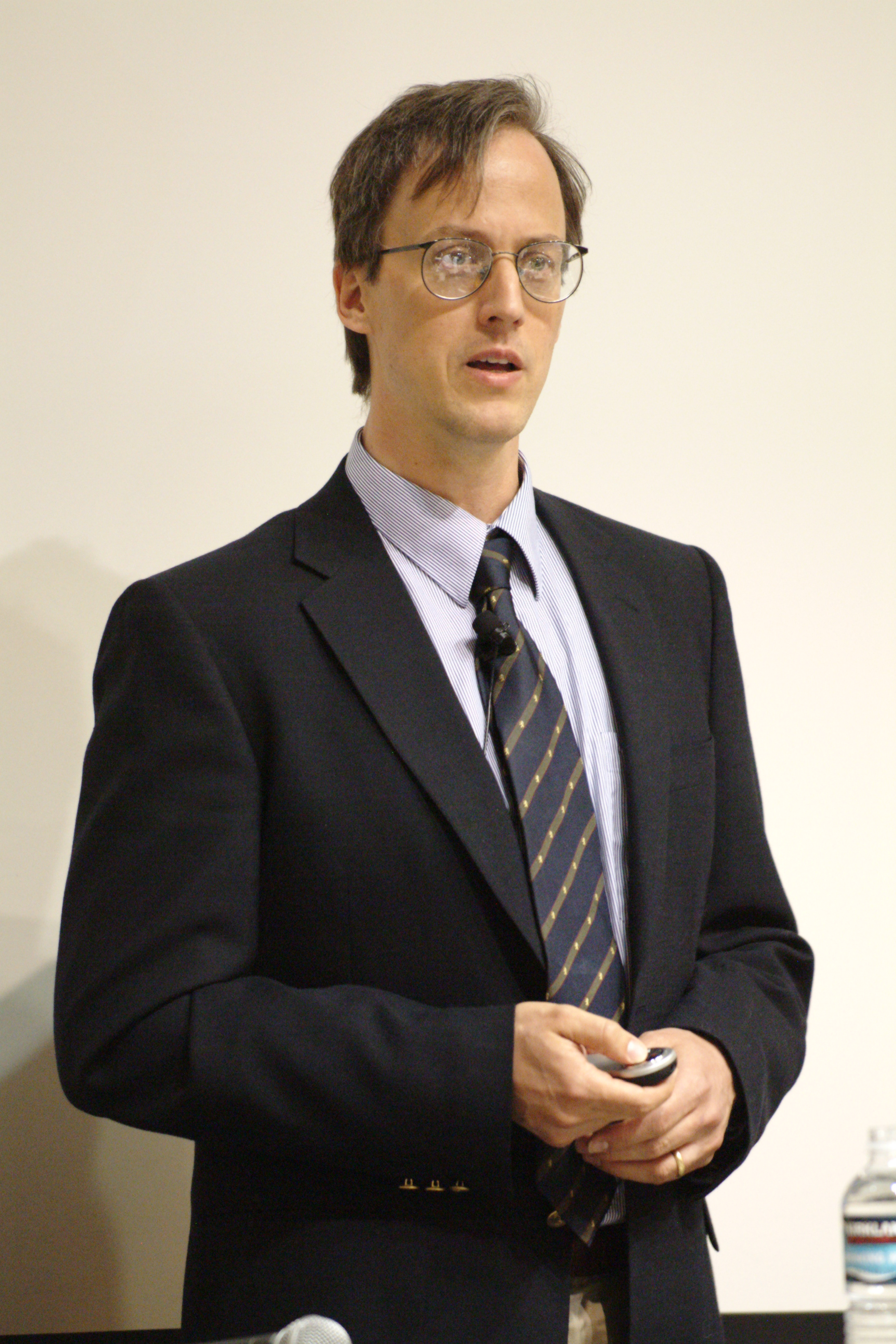
William Dembski är en ID-förespråkare.

Intelligent designs centrala påstående att det måste finnas en icke specificerad "intelligent konstruktör" bakom skapelsen är en tanke som ursprungligen presenterades redan 1802 av William Paley.
ID:s närmaste föregångare är den så kallade vetenskapliga kreationismen, en uppfattning som framställdes som en vetenskaplig teori. Anhängarna försökte, och lyckades i en del fall föra in den i skolutbildningen.  USA:s högsta domstol beslutade 1987 att vetenskaplig kreationism är en religiös idé och inte vetenskap, och att det inte är förenligt med USA:s konstitution att kräva att kristen kreationism ska undervisas tillsammans med evolution, eftersom detta skulle innebära att man förespråkar en viss religion. Detta gjorde att kreationisterna blev tvungna att tona ned det religiösa budskapet.
Ursprungslandet för Intelligent design är USA, där det också blivit mycket omdebatterat. Begreppet intelligent design användes först 1989 i den kreationistiska boken Of Pandas and People av P Davis och D H Kenyon, och fördes sedan fram av Phillip E Johnson i samband med dennes bok Darwin on Trial från 1991. ID-rörelsen formulerar ofta sina argument med sekulära termer och undviker att nämna att den intelligente konstruktören skulle vara Gud. Johnson uppmanar explicit ID-förespåkare att tona ned sina religiösa motiv för att undvika att ID ska identifieras som en kristen rörelse.

### ID-förespråkarna
De mest kända ID-förespåkarna i USA är juristen Phillip E Johnson, biokemisten Michael Behe, matematikern William Dembski, teologen och biologen Jonathan Wells. (Wells är doktor i biologi och teologi, samt medlem i Moon-sekten, som finansierade hans teologistudier vid Yale. Han har idag en post-doc i biologi vid University of California Berkeley.) En annan förespråkare för ID är filosofen Stephen C Meyer.
Rörelsen är i mångt och mycket ett resultat av den konservativa kristna tankesmedjan Discovery Institutes ansträngningar. ID-rörelsen har två huvudinriktningar: en kampanj för att ändra allmänhetens och medias åsikter, och en kampanj direkt inriktad på politiker och skolstyrelser. Båda dessa bekostas delvis av Discovery Institute.

## Kritik
Debatten kretsar främst kring kravet att lära ut intelligent design som ett giltigt alternativ till den etablerade evolutionsteorin i skolorna under mottot teach the controversy ("lär ut kontroversen"). Biologer och vetenskapliga organisationer avvisar detta med hänvisning till att intelligent design är pseudovetenskap och att det inte finns någon vetenskaplig kontrovers, utan att kontroversen är konstruerad av ID-förespråkarna med syfte att förbigå den sedvanliga vetenskapliga granskningen.

### ID är inte vetenskapligt

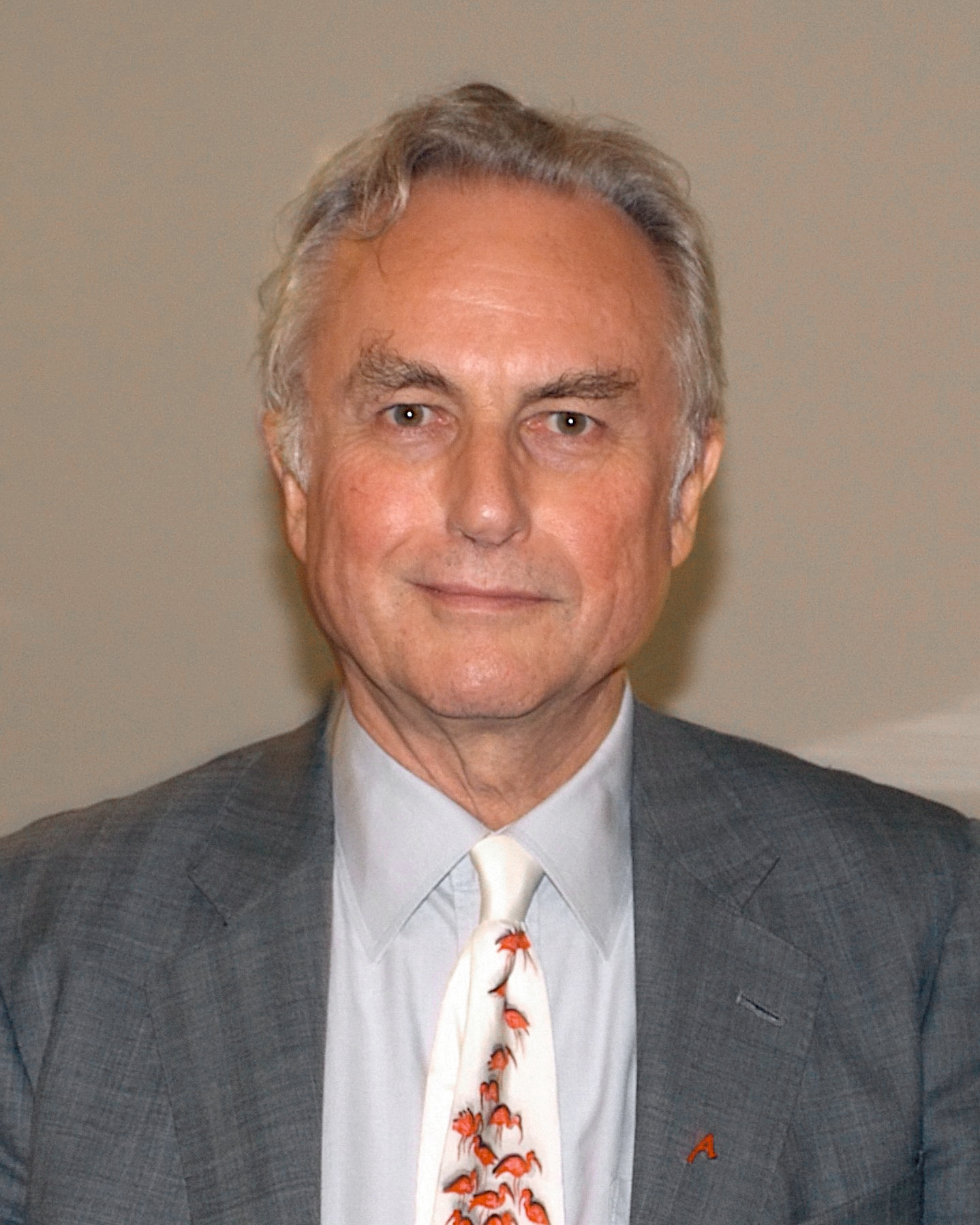
Richard Dawkins är en känd kritiker av ID.

Det vetenskapliga samfundet avfärdar enhälligt ID som pseudovetenskap. Kritikerna hävdar att ID är ett försök att uttrycka religiösa dogmer i en vetenskaplig form, för att tvinga skolor och universitet att undervisa i kreationism. Kungliga Vetenskapsakademin och 66 andra vetenskapsakademier ser ID:s påståenden som icke vetenskapligt testbara och framhåller att evolutionsteorin styrks av flera olika vetenskaper. Den amerikanska vetenskapsakademin (National Academy of Sciences), National Center for Science Education och American Association for the Advancement of Science har uttalat att intelligent design inte är vetenskap utan religiöst motiverad kreationism.
Medan den vetenskapliga teorin för evolution genom naturligt urval har stöd av observerbara och upprepningsbara fakta, som mutationer, genflöde, genetisk drift, adaption och artbildning genom naturligt urval, så är den "intelligenta konstruktören" inom ID varken observerbar eller upprepningsbar. Kritiker hävdar att detta strider mot det vetenskapliga kravet på falsifierbarhet. ID-förespråkaren Michael Behe erkänner också att ”intelligent design kan inte bevisas genom experiment”. Behe hävdar att ID är en vetenskaplig teori men har samtidigt under domstolsförhör medgivit att med hans definition av vetenskap skulle även astrologi klassas som vetenskap.
Kritiker påpekar också att det bakom många av ID-rörelsens argument ligger en misstolkning av betydelsen av ordet ”teori”, och ID-anhängare brukar hävda att evolutionsteorin ”bara är en teori”. Användningen av ordet ”teori” inom vetenskapen skiljer sig dock betydligt från den vardagliga betydelsen av ”hypotes” eller ”gissning”. En vetenskaplig teori är tvärtemot något mycket väletablerat, en förklaringsmodell som stöds av en stor mängd empiriska data.
Biologen Richard Dawkins har sagt att undervisning om intelligent design i skolan är som att lära ut att jorden är platt: "Om man ger [barnen] idén att det finns två inriktningar inom vetenskapen, en som säger att jorden är rund och en som säger att jorden är platt, så missleder man [dem]."
ID-förespråkare hävdar att ID är en vetenskaplig teori eftersom man inte explicit hävdar någonting om den intelligente designerns/designernas identitet, speciellt säger man inte att designern/designernas har övernaturligt ursprung – det är bara en möjlig tolkning. Filosofen Elliott Sober har dock visat att om man tar den minimala ID-teorin med några extra antaganden som kausalitet (det vill säga att orsak kommer före verkan) och att universum inte är oändligt gammalt (vilket stöds av kosmologin) så implicerar detta logiskt att det nödvändigt existerar en övernaturlig designer. Men det ger inte någon som helst förklaring av hur denna designer kommit till och därmed förklarar den hypotetiske designern ingenting.

### Kreationism kan inte förklara det som evolutionsteorin förklarar

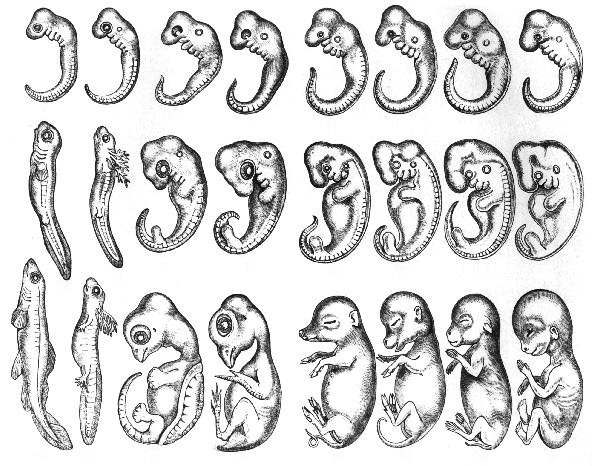
Likheter på fosterstadiet är tecken på gemensamt ursprung, vilket accepteras av vissa ID-förespråkare men inte av andra kreationister. Ontogenesen rekapitulerar dock inte strikt fylogenesen eftersom evolutionen kan påverka alla faser i embryonalutvecklingen, samt både avlägsna och tillfoga nya stadier. Faktum är dock att de olika ryggradsdjurens embryon uppvisar viktiga grundläggande likheter och är faktiskt i stort sett mer lika varandra än djuren är senare i embryonalutvecklingen. Dessutom finns likheter både i embryonas ytliga morfologi och i de underliggande utvecklingsmekanismerna inte bara hos ryggradsdjur, utan hos många andra djur- och växtgrupper.

Förespråkare för kreationism har inte framlagt en enda alternativ förklaring till de otaliga vetenskapliga bevis för evolutionsteorin som existerar. Exempel på dessa är de släktskap fynden av fossil visar på, uppkomsten av rudimentära (tillbakabildade) organ (till exempel blindtarmen), varför vissa delar av djurkroppar verkar dåligt konstruerade (till exempel människans käke som är för liten för visdomständerna eller människans ryggmuskulatur som är för svag för att vara optimal för upprätt gång), eller hur vissa strukturer som finns hos andra utvecklingslinjer från en gemensam urform förekommer på vissa stadier av embryoutvecklingen och sedan försvinner (till exempel gälöppningar hos däggdjursembryon). Kreationism kan heller inte förklara varför det finns skadliga mutationer som till exempel cystisk fibros.

### ID har inte publicerats i vetenskapliga tidskrifter med peer review
De flesta förespråkare för ID är inte biologer, och de har heller aldrig publicerat några vetenskapliga artiklar med bevis för ID. Naturvetenskaplig forskning fungerar normalt så att nya vetenskapliga rön publiceras i vetenskapliga tidskrifter. För att komma på fråga för att publiceras måste artikeln först studeras ingående av en eller flera granskare (engelska referees) som själva är forskare inom samma område. Dessa granskare försöker hitta fel i metoder och resonemang och avgör om artikeln håller tillräckligt hög vetenskaplig standard för att publiceras eller inte. Detta förfarande kallas peer review (engelska för ”granskning av likar”). Forskning som inte publicerats på detta sätt anses inte tillförlitlig. ID-förespåkare för ofta istället fram sina argument i böcker, debatter och tidningar istället för i specialisttidskrifter.
Den 4 augusti 2004 publicerade dock Stephen C Meyer en artikel i tidskriften Proceedings of the Biological Society of Washington i vilken han hävdade sig ha stöd för intelligent design. Denna artikel hade genomgått peer review men har därefter kritiserats hårt av biologer (se till exempel ), och den 7 september 2004 gick förlaget som ger ut tidskriften i fråga ut och sade att ett misstag begåtts på grund av att det var semestertider, att artikeln inte håller den vetenskapliga standard som de normalt kräver och därför inte ska anses ha genomgått nödvändig peer review.

### Kritik särskilt av irreducibel komplexitet
Kritiker av begreppet irreducibel komplexitet påpekar att argumentet om irreducibel komplexitet gör det felaktiga antagandet att de nödvändiga delarna i ett system alltid har varit nödvändiga och att de därför inte kan ha satts samman efter varandra vid olika tidpunkter. Kritikerna menar att någonting som från början bara ger en viss fördel senare kan bli en nödvändig del, som en följd av att andra komponenter ändras. Dessutom menar kritikerna att evolutionen ofta sker genom förändringar i tidigare existerande delar eller att delar tas bort från systemet snarare än att läggas till dem. Det kan jämföras med att en betongkonstruktion kan vara beroende av alla ingående delar för att inte rasa. Det innebär inte att alla delarna måste sättas på plats samtidigt för att byggnaden inte ska rasa. En/flera gjutformar kan stötta byggnaden till dess att alla delarna är på plats. På så sätt kan gjutformen stötta en "irreducibelt komplex" byggnad till dess att byggnaden är färdig och sedan tas bort utan att byggnaden faller samman.
ID-rörelsen har inte visat att något existerande system inte kan uppstå genom evolution. Uppkomsten av flageller kan till exempel förklaras genom evolutionära principer, och flageller är heller inte irreducibelt komplexa enligt ID-definitionen utan det finns en variation mellan olika bakterier hur komplexa deras flageller är. Mekanismen för blodets koagulering är enligt evolutionsbiologin inte heller irreducibelt komplex och kan uppstå genom evolution.
Det har också hävdats att "system som består av flera växelverkande delar som alla bidrar till den grundläggande funktionen, och där systemet slutar fungera om någon av delarna försvinner" inte bara kan uppstå genom evolution utan att det är ett väntat resultat av evolution.
I domstolsfallet Kitzmiller v. Dover, där ID togs upp, var Behe vittne, och förnekade att det fanns vetenskapliga förklaringar till utvecklingen av vissa komplexa system, tills motståndarna fyllt hans bord med vetenskaplig litteratur om detta.

### Kritik särskilt av specificerad komplexitet
Dembskis argument har kritiserats av matematiker, biologer och andra. Kritik som förekommit är att Dembski använder de i matematiken väldefinierade termerna "komplexitet", "information", och "osannolikhet" på ett felaktigt och inkonsistent sätt. Elsberry och Shallit säger "Dembskis arbeten är fulla av inkonsistenter, tvetydigheter, felaktig användning av matematik, ovetenskaplighet och förvrängningar av andras resultat".
En annan kritik är att Dembskis utsaga att förekomsten av specificerad komplexitet kräver en intelligent designer är ett exempel på argumentum ad ignorantiam, det vill säga argumentationsfelet att frånvaron av bevis för något är ett bevis för motsatsen.

### "Teach the controversy"
I USA kritiseras evolutionsteorin av den konservativa kristna högern. Kristna påtryckargrupper försöker få in intelligent design i skolornas biologiundervisning under parollen ”teach the controversy” (”lär ut kontroversen”) och kräver att lika mycket tid ska ägnas åt båda sidor av kontroversen. Kritiker av denna idé påpekar att detta inte är rimligt eftersom ID inte är någon vetenskaplig teori och att kontroversen är icke-existerande, och konstruerad av ID-förespåkarna.
USA:s president George W Bush sa i en intervju den 1 augusti 2005 att han stöder tanken på att undervisa om intelligent design i skolan tillsammans med evolution. Hans vetenskapsrådgivare John Marburger försökte dock tona ned Bushs kommentarer och sa dagen efter att intelligent design inte är ett vetenskapligt koncept.

### "Wedge document"
Det så kallade Wedge Document (kil-dokumentet) är en intern promemoria från Discovery Institute som läckte ut 1999 och numera finns att beskåda på internet. Discovery Institute har senare bekräftat dokumentets äkthet. Det talar om ID-rörelsens strategi som en "kil" som ska slås in i den "materialistiska vetenskapens" trädstam med syftet att avsluta den materialistiska världsåskådningens dominans och ersätta den med en vetenskap som är kompatibel med kristendom och teistisk övertygelse.

### Icons of evolution

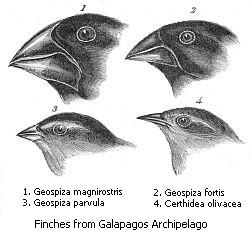
Icons of Evolution kritiserar vanligt förekommande indicier för evolution, bland annat Darwins finkar.

En populär bok som attackerar evolutionsteorin och argumenterar för intelligent design är Jonathan Wells Icons of Evolution (Evolutionens ikoner), där Wells har valt ut tio ”ikoner” – fakta som stöder evolutionsteorin och som brukar användas i biologiundervisningen. Ett exempel på dessa ikoner är Darwins finkar. Han kritiserar därefter varje sådan ikon, men kritiker av Wells bok har påpekat att dessa ikoner inte är de experimentella fakta som utgör det huvudsakliga stödet för evolutionsteorin, utan är exempel som ofta används i undervisningen. Wells behandlar dem dock som om de vore viktiga bevis för evolution. Många kritiker har också i detalj visat felaktigheterna i Wells behandling av dessa ikoner. Se till exempel amerikanska National Center for Science Educations detaljerade kritik av Wells bok.

### Kyrkors inställning
Romersk-katolska kyrkan har inte avvisat modern kosmologi eller evolutionen, men betonar "Guds finger" i utvecklingen, det vill säga man kan se vissa paralleller till ID.. Det hindrar inte att det finns evolutions- och kosmologiforskare som är katolska präster och munkar. Inom de stora protestantiska kyrkorna (lutherska, anglikanska grenar) är inställningen mycket varierande. Inom kalvinismen är ställningen mer otydlig och kanske mer för ID. Den vanligaste officiella attityden inom de stora kyrkorna är vetenskapligt ödmjuk och framhäver att människans kunskap är mycket begränsad och universum och liv fortfarande ett stort mysterium – man ser vetenskap och tro som två olika pusselbitar som skall hjälpa människans förstå ett större sammanhang, utan att behöva utesluta varandra.

### Sverige
I Sverige har det inte talats så mycket om intelligent design i den allmänna debatten, utan huvudsakligen inom vissa kristna kretsar som Livets Ord, men våren 2006 anmäldes den kristna skolan Andreasgymnasiet i Stockholm till Skolverket då det framgick att skolan haft föreläsningar för eleverna om intelligent design. Skolverket godkände dock skolans program, då skolan även undervisar i evolutionsteorin och utgår från vanliga läromedel i naturkunskap och biologi. Skolverket har i november 2006 förändrat sin inställning efter kritik från Vetenskapsakademien och förtydligar att evolutionsteorin skall läras ut men man får ta upp religionernas syn på skapelsen.
Det politiska stödet för Intelligent design förefaller vara litet. Det enda riksdagsparti som möjligen rymmer företrädare är Kristdemokraterna. Deras dåvarande ledare Alf Svensson gjorde i en intervju i P1 Morgon den 20 augusti 2002 uttalanden som kunde tolkas som stöd för kreationism och intelligent design, men efter kritik mildrade han dessa uttalanden. De kristdemokratiska f.d. riksdagsledamöterna Tuve Skånberg och Per Landgren har också producerat motioner respektive böcker med kreationistiskt innehåll. Kristdemokratiska Ungdomsförbundets tidigare ordförande Ella Bohlin är också uttalad kreationist.

### Satir
I USA har också uppstått en motrörelse i satirisk form. Ett exempel är det flygande spaghettimonstret: man använder samma argumentationsteknik som ID-förespråkarna men hävdar att allting skapats av ett ”flygande spaghettimonster”. Grundaren Bobby Hendersson har i ett antal öppna brev till Kansas skolstyrelse krävt att eventuell undervisning i ID också skall behandla hans ID-liknande 'teori'. Hans hemsida blev på bara några månader ett nytt internetfenomen och har haft miljontals besökare.

## Rättsfall
Under 1900-talet förekom ett flertal rättegångar i USA om huruvida det är lagligt att undervisa om kreationism eller om det är lagligt att undervisa om evolution i allmänna skolor. Dessa rättegångar har dock handlat om den äldre typen av kreationism som tolkar bibeln mer bokstavligt.
Den 26 september 2005 startade dock rättegången Kitzmiller et al. v. Dover Area School District. Ett antal föräldrar stämde skolstyrelsen i Dover i Pennsylvania. De hävdade att skolstyrelsen hade fattat beslut som stred mot USA:s konstitution, som förbjuder skolor och andra offentliga myndigheter att stödja någon viss religiös åskådning.
Skolstyrelsen i Dover hade bland annat ändrat kursplanen så att den innehåller texten ”Eleverna ska göras medvetna om luckor/problem i Darwins teori och om andra evolutionsteorier inklusive, men inte begränsat till, intelligent design. Notera: om livets uppkomst undervisas inte.” Lärare i biologikursen i nionde klass skulle också vara tvungna att läsa upp en text som bland annat sade ”Eftersom Darwins teori är en teori, håller den fortfarande på att testas allteftersom nya bevis upptäcks. Teorin är inte ett faktum.” De hade också uppmanat eleverna att läsa boken Of Pandas and People. Flera vittnen för de målsägande, till exempel filosofen Barbara Forrest och paleontologen Kevin Padian, vittnade om att besluten är religiöst motiverade och att ID inte är vetenskap. Michael Behe var ett av försvarets vittnen.
Skolstyrelsen representerades gratis av advokatfirman Thomas More Law Center, som specialiserat sig på rättsfall där religionens roll i samhället hotas. Advokatfirman hade innan rättegången letat efter lämpliga skoldistrikt för att iscensätta denna typ av rättegång och hittade en lämplig kandidat i Dover. Man räknade med att om ett skoldistrikt krävde undervisning i ID i skolplanen så skulle de bli stämda, och erbjöd alltså skolstyrelsen sina tjänster gratis i förväg. Rättegången har dock förstås initierats av de målsägande föräldrarna som är emot undervisning i ID. Discovery Institute har också varit perifert inblandade men har distanserat sig från fallet mer och mer.
Rättegångens förhandlingar avslutades den 4 november 2005 och domslutet kom den 20 december 2005. Rätten förbjöd som förväntat skoldistriktet att undervisa ID som ett alternativ till evolutionsteorin. Domaren skrev i sitt utlåtande att ”vår slutsats idag är att det inte är förenligt med konstitutionen att lära ut ID som ett alternativ till evolution i en offentlig skola” och vidare att ID är ”ett religiöst alternativ maskerad som en vetenskaplig teori”. Försvaret har inte överklagat, delvis för att det efter rättegången hållits val till skolstyrelsen i Dover och alla ID-förespråkarna förlorat sina platser i styrelsen.